# Shadow of the Law (film, 1930)

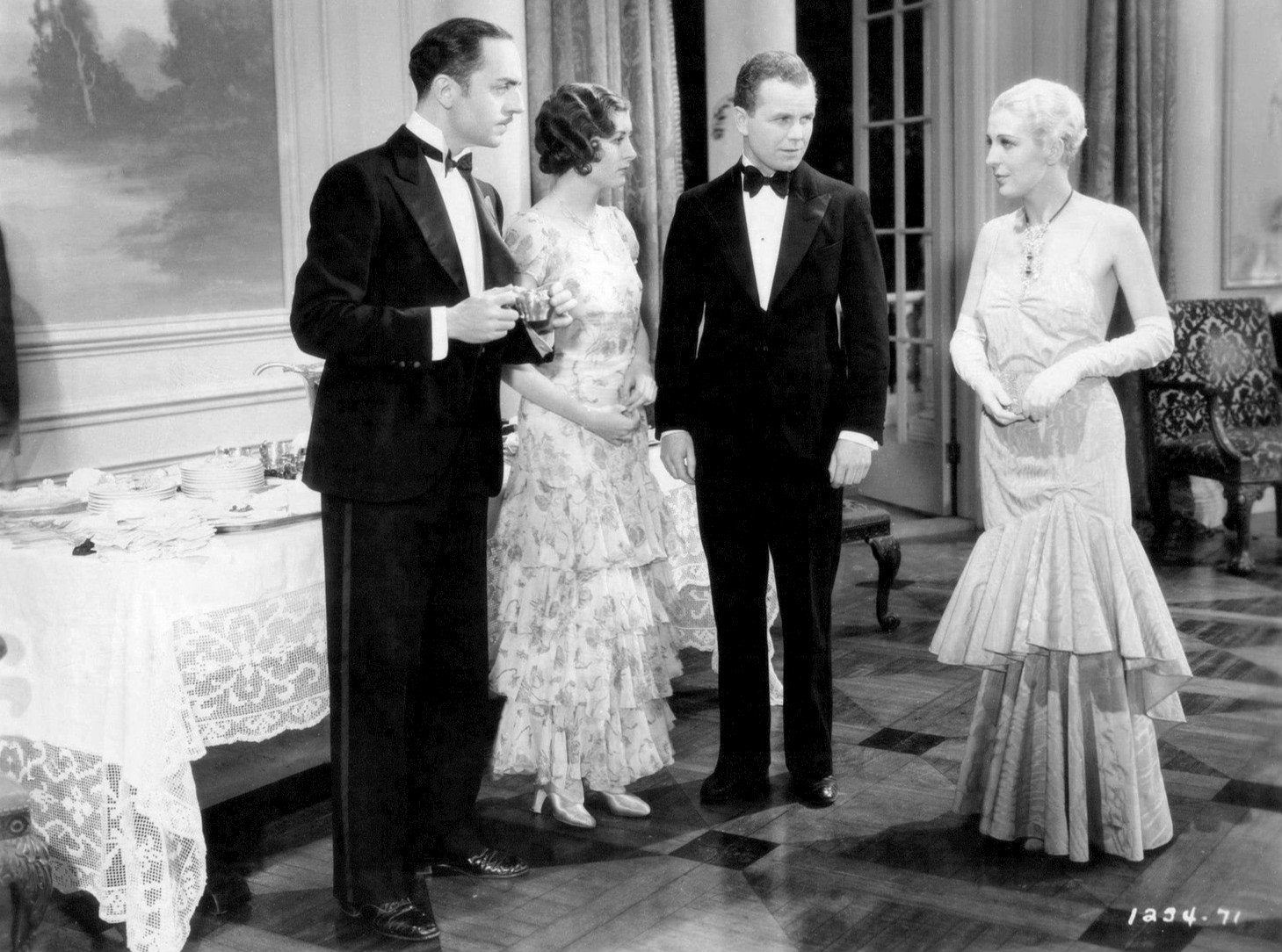
William Powell, Marion Shilling, Regis Toomey et Natalie Moorhead dans Shadow of the Law

Pour les articles homonymes, voir Shadow of the Law.
Shadow of the Law est un film américain réalisé par Louis Gasnier et sorti en 1930.

## Fiche technique
- Réalisation : Louis Gasnier
- Scénario : John Farrow, d'après le roman The Quarry de John A. Moroso[1], Max Marcin (pièce)
- Photographie : Charles Lang
- Durée : 69 minutes
- Date de sortie :
  -  États-Unis : 30 juin 1930

## Distribution
- William Powell : Jim Montgomery / John Nelson
- Marion Shilling : Edith Wentworth
- Natalie Moorhead : Miss Barry
- Regis Toomey : Tom Owens
- Paul Hurst : Pete
- George Irving : Colonel Wentworth
- Frederick Burt : Mike Kearney
- James Durkin : Warden
- Richard Tucker : Lew Durkin
- Walter James : Capitaine des gardes